# Storia di un detective
Storia di un detective (The Fat Man) è un film del 1951 diretto da William Castle.
È un film drammatico a sfondo giallo statunitense con Rock Hudson, Julie London e J. Scott Smart.
È basato sulla serie poliziesca radiofonica The Fat Man, trasmessa sul network radiofonico della ABC che vedeva come protagonista lo stesso J. Scott Smart, interprete del detective Brad Runyon. Nel film Runyon indaga su una banda di rapinatori partendo dall'omicidio di un dentista che aveva favorito la rivelazione dell'identità di uno dei componenti della banda tramite l'analisi del suo calco dentale.

## Produzione
Il film, diretto da William Castle su una sceneggiatura di Leonard Lee e Harry Essex su un soggetto dello stesso Lee e sui personaggi radiofonici originariamente creati da Dashiell Hammett, fu prodotto da Aubrey Schenck per la Universal International Pictures e girato negli Universal Studios a Universal City e nel Biltmore Hotel a Los Angeles in California.

## Distribuzione
Il film fu distribuito con il titolo The Fat Man negli Stati Uniti dal 19 maggio 1951 al cinema dalla Universal Pictures.
Altre distribuzioni:
- in Svezia il 10 dicembre 1951 (Mord i 20:de våningen)
- in Portogallo il 24 luglio 1953 (O Homem Gordo)
- in Spagna il 20 giugno 1967 (El hombre gordo, in TV)
- in Italia (Storia di un detective)